# Je me souviens (série télévisée)
Pour les articles homonymes, voir Je me souviens (homonymie).
Je me souviens (Dateline) est une série télévisée historique canadienne en douze épisode de 25 minutes en noir et blanc, scénarisé par Jean Desprez et Joseph Schull et diffusé du 7 octobre 1955 au 23 mars 1956 à la Télévision de Radio-Canada en français et sur CBC en anglais.

## Fiche technique
- Scénarisation : Jean Desprez et Joseph Schull
- Réalisation : Florent Forget et Guy Parent
- Producteur exécutif : Guy Parent
- Société de production : Associated Screen News of Canada (en)

## Distribution
- Jean-Pierre Masson : M. de Maisonneuve
- Janine Sutto : Jeanne Mance
- Yves Létourneau : Dollard des Ormeaux
- Henri Norbert : Louis-Joseph de Montcalm
- Béatrice Picard : Marguerite Bourgeoys et Marceline
- Jean Duceppe : Pierre Boucher
- Georges Carrère : Jacques Duverger
- Roland Chenail : Vaudreuil et colonel By
- Jean Coutu : Louis XIV
- Guy Godin : Pierre Duclos
- Jean-Paul Dugas : Louis-Antoine de Bougainville
- Gabriel Gascon : François Charles de Bourlamaque
- François Lavigne : Gondinet
- Jacques Auger : Louvois
- Gaston Dauriac : Rimbaud
- Jeanne Demons : mère d'Youville
- Nini Durand : Mme Duclos
- Armand Leguet : Riley
- Ovila Légaré : Duclos
- Dyne Mousso : Marie Mancini
- Sacha Tarride : Bédard
- George Alexander : Officier
- Andrée Basilières : dame de la cour
- Lise Dubreuil : dame de la cour
- Camille Ducharme : Homme d'affaires
- Georges Landreau : Colon, médecin et Montgolfier
- Julien Lippé : Guide indien
- Gérard Poirier : Officier
- François Rozet : Gouverneur

et aussi :
- Suzanne Avon
- Rodney Bunker
- Pierre Dagenais
- Antoinette Giroux
- John Knight
- Monique Miller
- Robert Rivard
- Denyse St-Pierre
- Georges Toupin
- Lionel Villeneuve